# Marco Marzano
Ne doit pas être confondu avec le sociologue Marco Marzano
Pour les articles homonymes, voir Marzano (homonymie).
Marco Marzano (né le 10 juin 1980 à Cuggiono, dans la province de Milan, en Lombardie) est un coureur cycliste professionnel italien courant pour l'équipe Lampre de 2005 à 2012 avant d'en intégrer l'encadrement technique. Il est actuellement directeur sportif de l'équipe UAE Abu Dhabi.

## Palmarès

### Palmarès amateur
- 1997
  - 3e du Gran Premio dell'Arno
- 1998
  - 2e du Gran Premio dell'Arno
- 2001
  - 6e étape du Tour de la Vallée d'Aoste
  - Grand Prix Colli Rovescalesi
- 2002
  - Classement général du Tour de la Vallée d'Aoste
  - 2e du Tour d'Émilie amateurs
- 2003
  - Mémorial Pigoni Coli
  - Tour de la Vallée d'Aoste :
    - Classement général
    - 1reb et 3e étapes

  - 2e du Grand Prix de la ville de Felino
  - 2e du Trophée MP Filtri
  - 3e de la Cronoscalata Gardone Val Trompia-Prati di Caregno
  - 3e de la Coppa Colli Briantei Internazionale
- 2004
  - Coppa Cantina Valtidone
  - Mémorial Ghisalberti
  - Baby Giro :
    - Classement général
    - 9e étape

  - 2e de la Cronoscalata Gardone Val Trompia-Prati di Caregno
  - 3e du championnat d'Italie sur route élites sans contrat

### Palmarès professionnel
- 2006
  - 2e du Brixia Tour
- 2009
  - 3e du Tour des Apennins

## Résultats sur les grands tours

### Tour de France
2 participations
- 2008 : 92e
- 2012 : 80e

### Tour d'Italie
4 participations
- 2007 : 37e
- 2009 : 51e
- 2010 : 80e
- 2011 : abandon (15e étape)

### Tour d'Espagne
8 participations
- 2005 : 100e
- 2006 : abandon (8e étape)
- 2007 : 87e
- 2008 : 25e
- 2009 : abandon (14e étape)
- 2010 : 40e
- 2011 : 61e
- 2012 : 73e